# The Scythe
The Scythe es el cuarto álbum de estudio de la Italiana banda de folk metal Elvenking. Fue publicado por AFM Records en todos los países europeos, y el 7 de noviembre en EE. UU. por Candlelight Records.
Este es el primer álbum conceptual de Elvenking, con letras en torno a la muerte de una mujer hermosa. Esto también queda ilustrado en el video de "The Divided Heart".
Citan entre sus influencias en este disco a Skyclad, Blind Guardian e In flames.

## Datos de producción
Toda la música escrita y concebida por Damna y Aydan
Producido por Aydan y Damna
Batería grabada y dirigida por Martin Buchwalter en los estudios Gernhart, Alemania - noviembre de 2006.
Todo lo demás grabado y dirigido por Aydan, Damna y Bortolani Mauro en los estudios de Sherpa, Italia entre diciembre y marzo de 2007.
El ritmo de guitarras y un sonido de graves diseñado por Nino Laurenne.
Mezclado por Laurenne Nino en los estudios Sonic Pump, Finlandia en abril de 2007 (con la asistencia de Damna y Aydan).
Mezcla de auxiliar de ingeniería: Ossi Tuomela
Masterizado por Mika Jussila en Finnvox, Finlandia

## Canciones
1. "The Scythe" – 9:35
2. "Lost Hill of Memories" – 4:58
3. "Infection" – 5:05
4. "Poison Tears" – 4:30
5. "A Riddle of Stars" – 5:22
6. "Romance & Wrath" – 8:14
7. "The Divided Heart" – 4:39
8. "Horns Ablaze" (Digipak version bonus track)
9. "Totentanz" – 2:28
10. "Death and the Suffering" – 5:11
11. "Dominhate" – 8:57
12. "The Open Breach" (Japanese bonus track)

- La versión digipack incluye también el videoclip de la canción "The Divided Heart"

## Formación
- Damna – voz
- Aydan – guitarra
- Gorlan – bajo
- Zender – batería
- Elyghen – violín, teclados

## Músicos invitados
- Mike Wead – 1st solo en “The Scythe,” 2nd solo en “A Riddle of Stars”
- Laura De Luca – vocalista femenina en “Romance & Wrath” y “Dominhate”
- Jared Shackleford – narración
- Mauro Bortolani – piano
- Isabella Tuni – voz femenina en “Romance & Wrath”
- Laura De Luca, Pauline Tacey, Claudio Coassin, Aydan – coros
- Claudio Coassin, Damna, Aydan and Jarpen – gritos

### Cuarteto de cuerdas
- Arreglos por Elyghen
- Eleonora Steffan – violín
- Valentina Mosca – violín
- Elyghen – viola
- Marco Balbinot – violoncelo